# Kongesang
En Kongesang bliver sunget eller spillet, når kongen (eller, i nogle tilfælde, et medlem af den kongelige familie) er til stede. Den civile hymne høres på passende tidspunkter, hvor kongen ikke selv er til stede. Den kongelige hymne kan også udføres uden kongelige til stede ved fejringen af kongelige begivenheder såsom monarkens fødselsdag.
Lande med en kongesang er:
| Antigua og Barbuda | God Save the Queen  |
| Australien         | God Save the Queen  |
| Canada             | God Save the Queen  |
| Danmark            | Kong Christian      |
| Gibraltar          | God Save the Queen  |
| Jamaica            | God Save the Queen  |
| Luxembourg         | De Wilhelmus        |
| Isle of Man        | God Save the Queen  |
| Norge              | Kongesangen         |
| Thailand           | Sansoen Phra Barami |
| Tuvalu             | God Save the Queen  |
| Sverige            | Kungssången         |

| Musik | Spire Denne musikartikel er en spire som bør udbygges. Du er velkommen til at hjælpe Wikipedia ved at udvide den. |